# Мирцхулава, Алио Андреевич
Алио́ Андре́евич Мирцхула́ва (груз. ალიო ანდრიას ძე მირცხულავა, псевдоним Машашви́ли груз. მაშაშვილი; 15 [28] апреля 1903, Хорва, Российская империя, ныне Грузия — 16 октября 1971, Тбилиси, Грузинская ССР, ныне Грузия) — грузинский советский поэт.

## Биография

На церемонии переноса праха Бараташвили из пантеона Дидубе в пантеон Мтацминда. Справа-налево, стоят — Георгий Леонидзе, Константин Гамсахурдиа, Александр Кутатели, Владимир Глонти, Дмитрий Бенашвили, Ило Мосашвили, Павел Ингороква, Гиго Хечуашвили, Шалва Дадиани, Григол Цецхладзе, Алио Мирцхулава, Сумбаташвили (племянник Бараташвили, сын сестры Н. Бараташвили — Софии), Е. Леонидзе (жена Г. Леонидзе), Серго Клдиашвили, Платон Кешелава. Сидят Ираклий Абашидзе и Ражден Гветадзе (слева). 1938 год.

Знаменит воспеванием послереволюционных преобразований грузинской деревни и промышленного строительства. Член КПСС с 1936 года.
На русский язык его стихи переводили К. Арсеньев, Н. Белинович, А. Владимиров, А. Гатов, А. Глоба, В. Державин, В. Звягинцев, А. Кудрейко, С. Обрадович, Н. Панов, Л. Пеньковский, В. Потапов, М. Светлов, И. Сельвинский, Б. Серебряков, Н. Тихонов, С. Шервинский.
Похоронен в Дидубийском пантеоне.

## Сочинения
- «Ленин» (1934)
- «Родина вождя»
- «Гимн родине»
- «Рождение»
- «Старая шинель»
- «Лайтурский комсомолец»
- поэма «Энгури» (1937)
- поэма «Рустави» (1951)

## Издания на русском языке
- Лирика. — М., 1946.
- Избранное. — Тбилиси, 1948.
- Избранные произведения. — М., 1953.

## Награды
- орден Трудового Красного Знамени (22.03.1936; 1946)
- орден «Знак Почёта» (31.01.1939)
- орден Ленина (27.04.1953)